# Vladimir Rassulov
Vladimir Rassulov (11 novembre 1992) è un ex calciatore moldavo con cittadinanza russa, di ruolo centrocampista.

## Carriera

### Club
Ha collezionato 115 presenze e 5 reti nella massima serie moldava.